# Mort, qui t'ha mort?

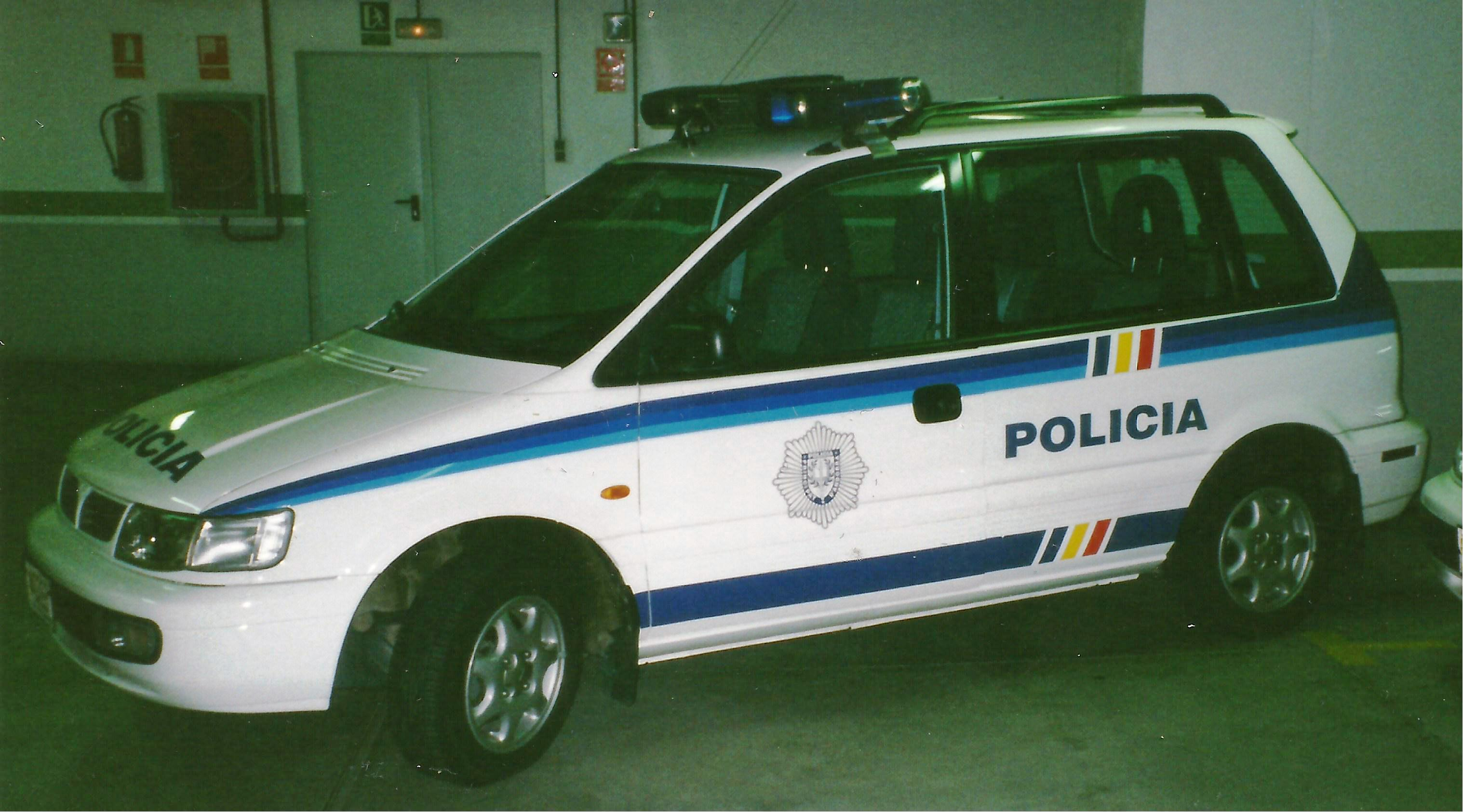
Vehicle oficial del Cos de Policia d'Andorra durant la dècada de 1990.

«Mort, qui t’ha mort?» és una fórmula tradicional del dret processal penal català que s’emprà en l'aixecament judicial dels cadàvers fins que s’establí la primera Constitució del Principat d'Andorra l'any 1993. S’aplicava en aquelles defuncions en què es trobaven indicis d'una mort intencionada o violenta, per la qual hi assistien personalment el batlle, el secretari i el nunci de la parròquia corresponent.
El procediment oficial consistia en el fet que el nunci formulava fins a tres vegades consecutives la pregunta «Mort, qui t’ha mort? La justícia et reclama» davant del cadàver trobat. Tot seguit, davant la no resposta del cos inert, el nunci finalitzava el procés amb la resposta «Ni ou ni castanya, senyal que és ben mort». Aquest desenllaç era la via que permetia la retirada del cadàver del lloc de la mort.
Aquesta tradició s’ha mantingut com una expressió popular i utilitzada en diferents àmbits de la cultura d'Andorra, com ara un premi de relat negre del Govern d'Andorra, la novel·la Morts, qui us ha mort? (2021) de l'escriptor andorrà Iñaki Rubio Manzano, un antic club nocturn del Principat o una cançó de Roger Mas.
La frase és a la cançó d'introducció de la serie de Televisió de Catalunya "Tor" de Carles Porta. Aquí, fa referència a l'assassinat de Josep Montaner Baró “Sansa”, això i per la proximitat i contactes de la història amb Andorra, es va decidir usar aquesta frase a la introducció de Tor.